# Saint-Aignan (Ardennes)
Saint-Aignan is een Franse gemeente in het departement Ardennes in de regio Grand Est en maakt deel uit van het arrondissement Sedan. De gemeente telde 151 inwoners op 1 januari 2022.

## Geschiedenis
Op 1 oktober 1964 fuseerde Saint-Aignan met Cheveuges tot de gemeente Cheveuges-Saint-Aignan. De fusie werd op 1 januari 1986 weer ongedaan gemaakt. Net als de fusiegemeente maakte de weer zelfstandige gemeenten deel uit van het kanton Sedan-Ouest tot het werd opgeheven op 22 maart 2015 en beide gemeenten werden opgenomen in het op die dag gevormde kanton Sedan-1.

## Geografie
De oppervlakte van Saint-Aignan bedraagt 7,74 vierkante kilometer; Op 1 januari 2022 was de bevolkingsdichtheid 19,5 inwoners per km².
De onderstaande kaart toont de ligging van Saint-Aignan met de belangrijkste infrastructuur en aangrenzende gemeenten.

## Demografie
Onderstaande figuur toont het verloop van het inwonertal.
Vanwege een beveiligingsprobleem met de MediaWiki Graph-software is het momenteel niet mogelijk deze grafiek weer te geven. Zodra de software is bijgewerkt zal de grafiek vanzelf weer zichtbaar worden.

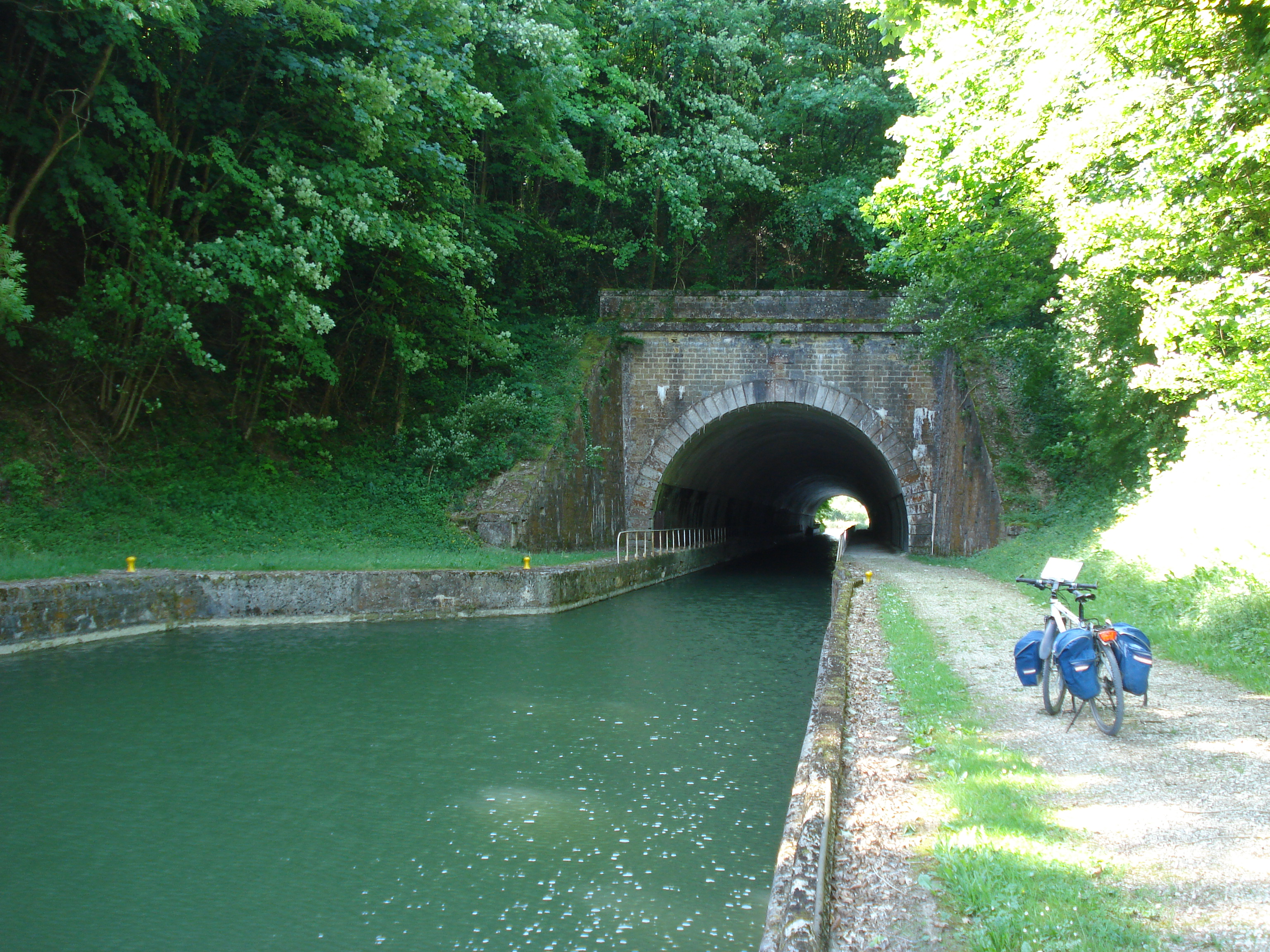
Tunnel van Saint-Agnan, canal des Ardennes.
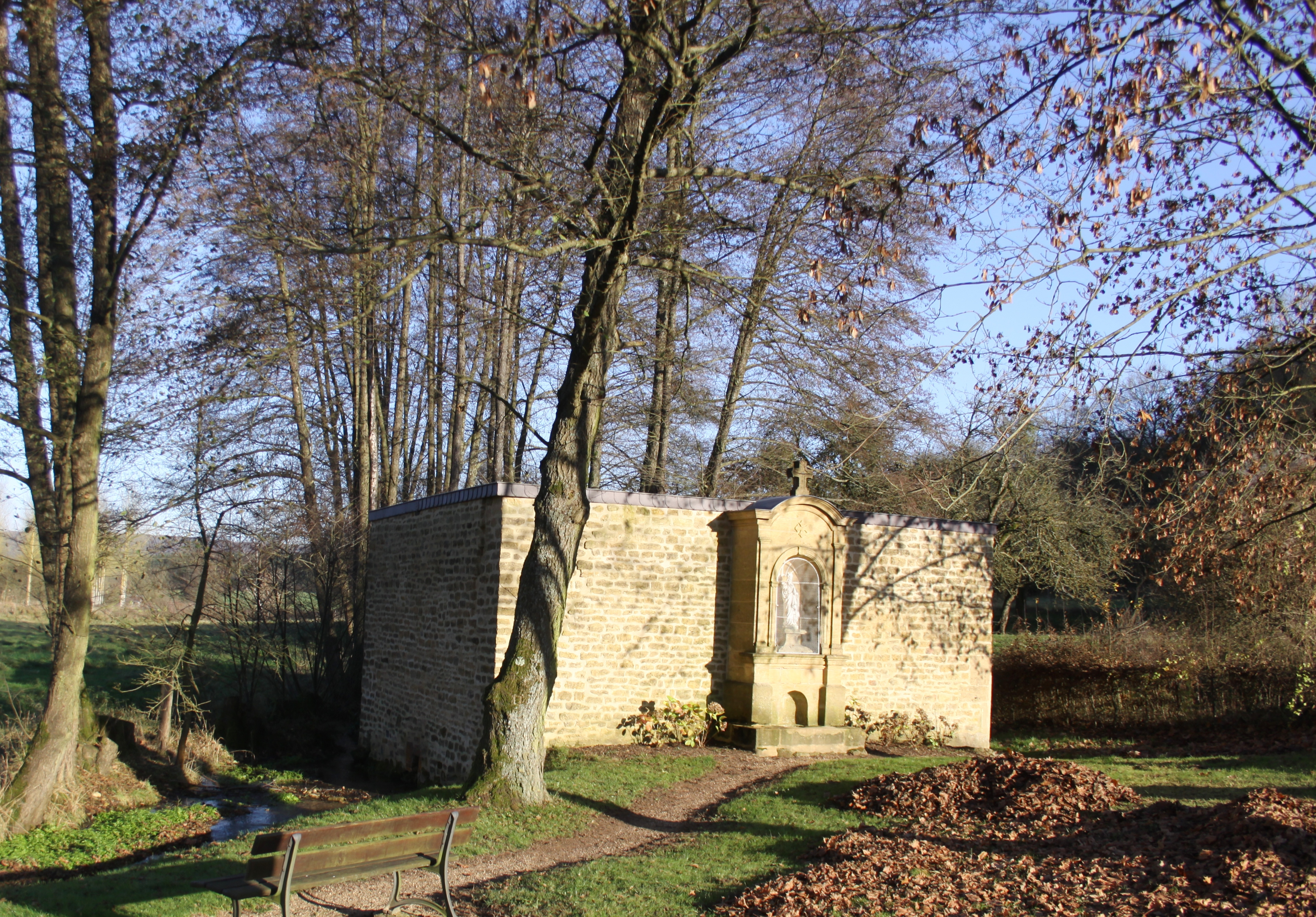
Washuisje